# حلقة القضيب

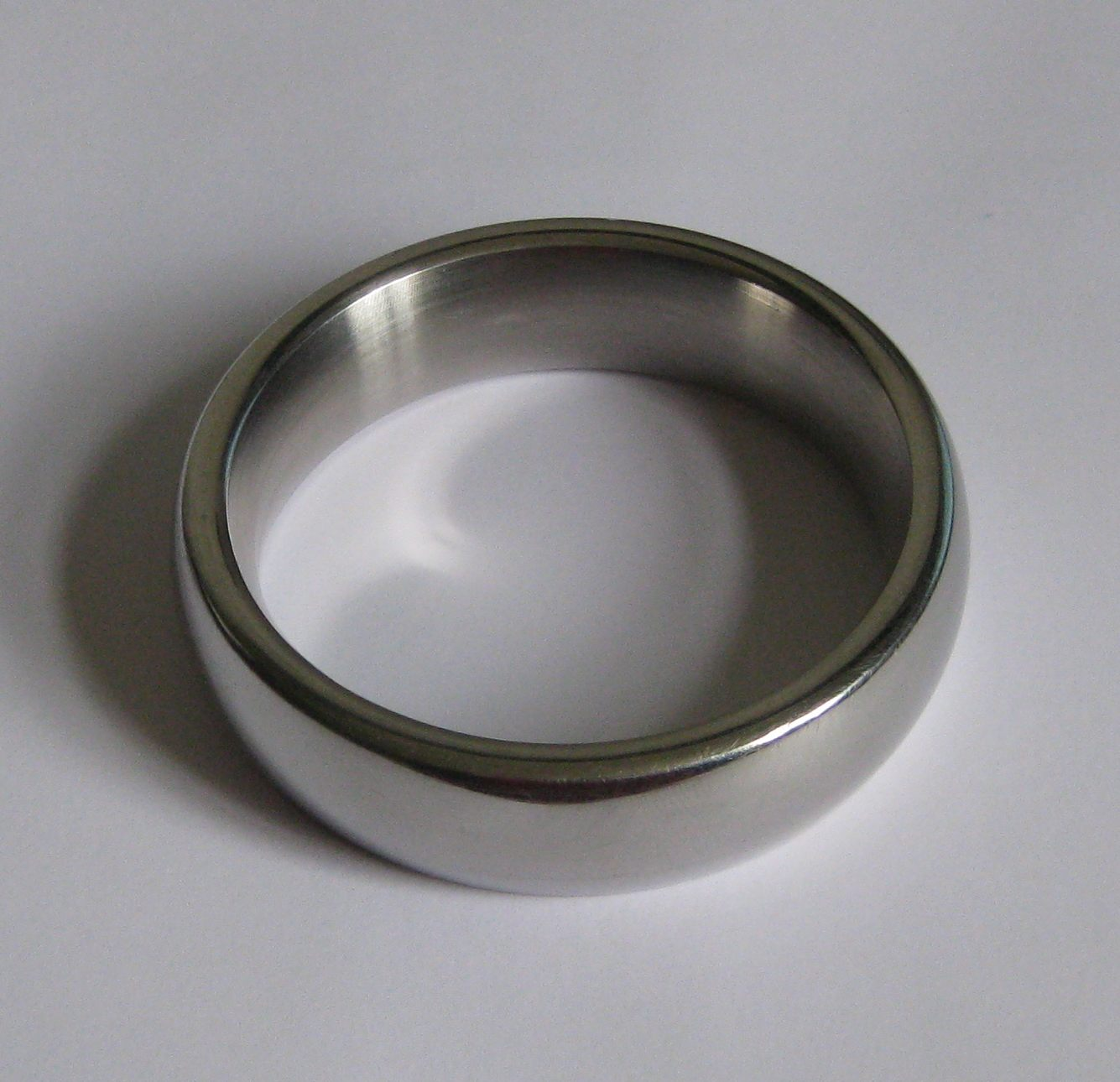
حلقة حديدية بقطر داخلي 55مم

حلقة القضيب (بالإنجليزية: Cock ring)‏ هي الحلقة التي يتم وضعها حول قضيب الرجل، توضع عادة في قاعدة القضيب لإبطاء تدفق الدم من نسيج القضيب المنتصب من أجل الحصول على انتصاب أقوى والمحافظة على الانتصاب لفترة زمنية أطول. يمكن وضع حلقة القضيب حول القضيب فقط أو القضيب وكيس الصفن أو كيس الصفنكيس الصفن وحده، وتوصف عادة بساعدة الخصية. يمكن صنع الحلقات من مجموعة متنوعة من المواد المختلفة، أكثرها شيوعا الجلود، المطاط، السيليكون والنايلون وتستخدم المعادن كعنصر رئيسي في جزء الإغلاق.